# Greatest Hits (Zagubieni)
Greatest Hits – dwudziesty pierwszy odcinek trzeciego sezonu serialu telewizyjnego Zagubieni i sześćdziesiąty ósmy całej serii.
Został napisany przez współproducenta serialu Edwarda Kitsisa i Adama Horowitza oraz wyreżyserowany przez Stephena Williamsa. Odcinek został wyemitowany w USA 16 maja 2007 roku przez stację American Broadcasting Company i przez kanadyjską CTV. „Greatest Hits” obejrzało w dniu premiery przez 12 milionów Amerykanów i został on dobrze odebrany przez krytyków. Został nominowany do Golden Reel Award.
Akcja odcinka toczy się 22 grudnia 2004 roku, czyli w dziewięćdziesiątym drugim dniu pobytu rozbitków na wyspie. Flashbacki skupiają się na pięciu „najlepszych momentach” Charliego, który jednocześnie przygotowuję się do spełnienia przepowiedni Desmonda.

## Informacje
- Pierwsza emisja: 16 maja 2007
- Data emisji w Polsce: 15 lipca 2007 (AXN)
- Retrospekcje: Charlie Pace
- Scenariusz: Edward Kitsis i Adam Horowitz
- Reżyseria: Stephen Williams

## Treść
Jack informuje rozbitków o swoich zamierzeniach. Chce przygotować się do walki z „Innymi”, a nie przed nimi uciekać. Proponuje zorganizować pułapkę, która ma polegać na umieszczeniu dynamitu wewnątrz oznakowanych namiotów ciężarnych kobiet.
Desmond ponownie ma wizję, według której Charlie Pace ma zginąć, ale po jego śmierci ma nadejść ekipa ratunkowa, która zabiera helikopterem Claire i Aarona. W wizji Desmonda, Charlie tonie w podwodnej stacji po wciśnięciu żółtego przycisku. Stacja wówczas ma przestać zagłuszać sygnały radiowe na wyspie.
Alex słyszy, jak Ben mówi Innym, iż zaatakują wcześniej. Dziewczyna postanawia poinformować o tym rozbitków, w tym celu wysyła do nich Karla z informacją. Chłopakowi udaje się powiadomić „mieszkańców plaży”. Jack postanawia zmienić plany. Tylko trójka rozbitków zostaje w obozie, reszta się ewakuuje.
Desmond i Charlie zaczynają się przygotowywać do wypłynięcia. Nieoczekiwanie, Hume proponuje Charliemu, iż popłynie za niego. Charlie jednak odmawia przyjacielowi.
Charlie płynie z Desmondem wzdłuż kabla do miejsca gdzie znajduje się podwodna stacja. Po ogłuszeniu Desmonda, który chciał popłynąć za niego, nurkuje i dostaje się do wewnątrz, poprzez „dok” dla łodzi podwodnej. W stacji rezydują dwie uzbrojone kobiety.

## Produkcja
Większość scen do tego odcinka było kręconych od 9 kwietnia do 12 kwietnia 2007 roku. Niektóre szczegóły fabuły zostały ujawnione zanim odcinek został wyemitowany. Nazwa stacji Dharmy w tym odcinku jest aluzją do powieści Lewisa Carolla: Po drugiej stronie lustra. Dominic Monaghan (nurkujący do stacji) został zainspirowany przez Leonardo DiCaprio, który to w filmie Titanic nurkując utworzył na krótko usta.

## Odbiór
Odcinek był nominowany (choć nagrody nie zdobył) do Golden Reel Award w kategorii „Best Sound Editing in Television: Short Form – Dialogue and Automated Dialogue Replacement”. Odcinek został zgłoszony do nagrody Emmy w kategorii „Outstanding Writing for a Drama Series” i „Outstanding Directing for a Drama Series”, ale nie został ostatecznie nominowany.
Epizod wygrał nagrodę E! w kategorii „Biggest Tearjerker” (największy wyciskacz łez).